# Austrochernes omorgus
Espèce
Synonymes
- Troglochernes omorgus Harvey & Volschenk, 2007

Austrochernes omorgus est une espèce de pseudoscorpions de la famille des Chernetidae.

## Distribution
Cette espèce est endémique du Queensland en Australie. Elle se rencontre sur le mont Moffatt dans le parc national de Carnarvon.

## Description
La femelle holotype mesure 3,74 mm.

## Systématique et taxinomie
Cette espèce a été décrite sous le protonyme Troglochernes omorgus par Harvey et Volschenk en 2007. Elle a été placée dans le genre Austrochernes par Harvey en 2018.

## Publication originale
- Harvey & Volschenk, 2007 : A review of some Australasian Chernetidae: Sundochernes, Troglochernes and a new genus (Pseudoscorpiones). Journal of Arachnology, vol. 35, no 2, p. 238-277 (texte intégral).